# Église Saint-Jean-Baptiste d'Onesse
Pour les articles homonymes, voir Église Saint-Jean-Baptiste.
L'église Saint-Jean-Baptiste se situe sur la commune d'Onesse-et-Laharie, dans le département français des Landes.

## Présentation
Bâtie au centre de la commune, à l'extrémité d'un petit éperon aménagé, cette église porte en elle les traces de plusieurs remaniements. La partie la plus ancienne remonte à l'époque romaine. L'église a par la suite été fortifiée pendant la guerre de cent ans, par l'aménagement d'une pièce haute, dont on peut reconnaître les vestiges dans les meurtrières percées sous la toiture du chevet.
La nef correspondant à ce dernier est entièrement reconstruite au XVe siècle pour agrandir l'édifice, par l'adjonction d'un collatéral méridional. Au XIXe siècle, du fait de l'accroissement de la population, un second collatéral est réalisé au nord.